# Sri Lanka aux Jeux olympiques d'été de 1980
Le Sri Lanka participe aux Jeux olympiques d'été de 1980 à Moscou en URSS du 19 juillet au 3 août 1980. Il s'agit de sa 8e participation à des Jeux olympiques d'été.

## Compétitions

### Athlétisme

#### Résultats
| Athlète                                                                       | Épreuve          | Séries       | Séries | Finale        | Finale        |
| Athlète                                                                       | Épreuve          | Temps        | Rang   | Temps         | Rang          |
| ----------------------------------------------------------------------------- | ---------------- | ------------ | ------ | ------------- | ------------- |
| Newton Perera Appunidage Premachandra Kosala Sahabandu Dharmasena Samararatne | Relais 4 × 400 m | 3 min 14 s 4 | 6e     | Non qualifiée | Non qualifiée |